# Mnaseas
Mnaseas von Patara (altgriechisch Μνασέας ὁ Παταρεύς) war ein griechischer Historiker und Geograph des späten 3. Jahrhunderts v. Chr., der in Alexandria tätig war. Seine Werke, in denen er griechische Mythen und Orakelsprüche behandelte, sind nur in wenigen Fragmenten erhalten, die auf Zitate späterer Autoren zurückgehen.
Bei der Herkunftsbezeichnung schwanken die Handschriften zwischen Patrai und Patara (Πατρεύς beziehungsweise Παταρεύς); dass Letzteres vorzuziehen ist, zeigt das Zitat « Μνα[σέας ὁ] Παταρ[εύς » eines 1919 publizierten Papyrus aus Oxyrhynchos. Nach der Suda war Mnaseas ein Schüler des Eratosthenes, worauf auch die Bestimmung seiner Schaffenszeit beruht.
Das am häufigsten angeführte Werk des Mnaseas behandelte Mythen und Wundergeschichten in geographischer Reihenfolge und trug anscheinend den Titel Periplus. Da die einzelnen Bücher auch in der Mehrzahl als „Periegeseis“ zitiert werden, war das Werk offenbar nach Landschaften geordnet. Die einzelnen Bücher werden entweder mit Zahlen angeführt oder alternativ mit Titeln wie „Europa“, „Europäisches“, „über Asien“ oder „über Libyen“ (Afrika). Die Fragmente zeigen, dass Mnaseas in einer für hellenistische Gelehrte üblichen Weise das Material älterer Mythographen (wie Pherekydes von Athen, Xanthos der Lyder und Hellanikos von Lesbos) verarbeitete, genealogische Zusammenhänge herzustellen versuchte und sagenhafte Erzählungen nach Art des Euhemerismus rationalisierte. Ähnliche Tendenzen weisen auch die Fragmente des zweiten Werkes Über Orakelsprüche (περὶ χρησμῶν) auf.
Die Fragmente des Mnaseas wurden zuletzt 2003 von Pietro Cappelletto gesammelt, herausgegeben und kommentiert. Die Sammlung ersetzt die veralteten und unvollständigen von Eugen Mehler und Karl Müller (Fragmenta historicorum Graecorum).

## Textausgabe
- Pietro Cappelletto: I frammenti di Mnasea. Introduzione, testo e commento. Edizioni Universitarie di Lettere Economia Diritto, Mailand 2003, ISBN 88-7916-209-8.